# Pteris natiensis
Pteris natiensis är en kantbräkenväxtart som beskrevs av Tag. Pteris natiensis ingår i släktet Pteris och familjen Pteridaceae. Inga underarter finns listade.